# Øster Alling
Øster Alling er en landsby på Djursland med 295 indbyggere  (2024). Øster Alling er beliggende seks kilometer sydvest for Auning. Fra Randers er der 21 kilometer mod øst til Øster Alling og fra Aarhus er der 38 kilometer mod nord til byen.
Byen ligger i Region Midtjylland og hører under Norddjurs Kommune. Øster Alling er beliggende i Øster Alling Sogn.
Øster Alling Kirke ligger i byen.